# Mayu Kida
Mayu Kida (japanisch 木田 真有, Kida Mayu; * 14. September 1982 in Obihiro als Mayu Satō) ist eine ehemalige japanische Sprinterin, die sich auf den 400-Meter-Lauf spezialisiert hat.

## Sportliche Laufbahn
Erste internationale Erfahrungen sammelte Mayu Kida vermutlich im Jahr 1999, als sie bei den Jugendweltmeisterschaften in Bydgoszcz mit 56,28 s in der ersten Runde über 400 Meter ausschied und mit der japanischen Sprintstaffel (1000 Meter) in 2:11,72 min den vierten Platz belegte. 2002 belegte er bei den Asienmeisterschaften in Colombo in 54,69 s den fünften Platz über 400 Meter und gewann mit der 4-mal-400-Meter-Staffel in 3:38,29 min gemeinsam mit Miho Satō, Sakie Nobuoka und Makiko Yoshida die Silbermedaille hinter dem indischen Team. Anschließend nahm sie an den Asienspielen in Busan teil und gelangte dort mit 54,13 s auf den sechsten Platz im Einzelbewerb und wurde mit der Staffel in 3:33,23 min Vierte. 2003 erreichte sie bei den Asienmeisterschaften in Manila in 54,75 s Rang sieben über 400 Meter und belegte mit der Staffel in 3:38,09 min den fünften Platz. Im Jahr darauf belegte sie bei den erstmals ausgetragenen Hallenasienmeisterschaften in Teheran in 25,81 s den fünften Platz im 200-Meter-Lauf und gelangte mit 56,20 s auf Rang fünf über 400 Meter. 2005 schied sie bei den Asienmeisterschaften in Incheon mit 55,30 s im Vorlauf über 400 Meter aus und gewann in 3:33,54 min gemeinsam mit Satomi Kubokura, Asami Chiba und Makiko Yoshida die Bronzemedaille mit der Staffel hinter den Teams aus Indien und Kasachstan. Im November wurde sie bei den Ostasienspielen in Macau in 55,00 s Vierte im Einzelbewerb und gewann mit der Staffel in 3:36,64 min die Silbermedaille hinter dem chinesischen Team. Im Jahr darauf nahm sie erneut an den Asienspielen in Doha teil und klassierte sich dort mit 54,27 s auf dem siebten Platz über 400 Meter und erreichte mit der Staffel mit 3:35,08 min Rang vier. 
2007 startete sie mit der Staffel bei den Weltmeisterschaften in Osaka und verpasste dort mit neuem Landesrekord von 3:30,17 min den Finaleinzug. Im Jahr darauf nahm sie an den Olympischen Sommerspielen in Peking teil und schied dort mit 3:30,52 min im Vorlauf aus. Auch bei den Leichtathletik-Weltmeisterschaften 2009 in Berlin verpasste sie mit 3:34,46 min den Finaleinzug mit der Staffel und anschließend belegte sie bei den Asienmeisterschaften in Guangzhou in 55,52 s den siebten Platz über 400 Meter. Zudem gewann sie dort in 3:31,95 min gemeinsam mit Satomi Kubokura, Mayumi Watanabe und Asami Chiba die Bronzemedaille hinter den Teams aus der Volksrepublik China und Indien. Sie setzte ihre Karriere bis ins Jahr 2016 fort und beendete dann ihre aktive Laufbahn im Alter von 33 Jahren.
2012 wurde Kida japanische Meisterin im 400-Meter-Lauf.

## Persönliche Bestleistungen
- 200 Meter: 24,13 s (0,0 m/s), 1. Juli 2007 in Osaka
  - 200 Meter (Halle): 25,31 s, 18. Februar 2004 in Tianjin
- 400 Meter: 53,05 s, 3. Mai 2008 in Shizuoka
  - 400 Meter (Halle): 55,09 s, 18. Februar 2004 in Tianjin